# Kabaš (Prizren)
Pour les articles homonymes, voir Kabaš.
Kabash en albanais et Kabaš en serbe latin (en serbe cyrillique : Кабаш ; autre nom albanais : Kabashi) est un village du Kosovo situé dans la commune/municipalité de Prizren/Prizren et dans le district de Prizren/Prizren. Selon le recensement kosovar de 2011, elle ne compte plus aucun habitant.

## Histoire
Sur le territoire du village se trouvent les ruines de l'église du cimetière de Ćuvik, qui remontent au XIVe siècle et qui sont inscrites sur la liste des monuments culturels protégés.

## Démographie

### Évolution historique de la population dans la localité
| 1948 | 1953 | 1961 | 1971 | 1981 | 1991 | 2011 |
| ---- | ---- | ---- | ---- | ---- | ---- | ---- |
| 516  | 585  | 559  | 376  | 8    | 145  | 0    |

|  |